# Gemeiner Stummeldaumen

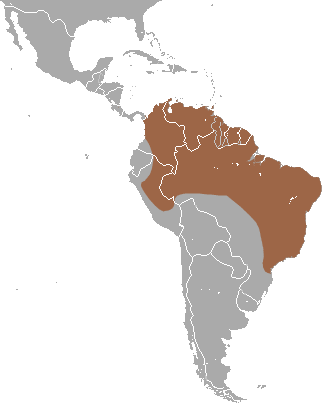
Verbreitungsgebiet, Population in Costa Rica ist nicht dargestellt.

Der Gemeine Stummeldaumen (Furipterus horrens) ist eine Fledermausart in der Familie der Stummeldaumen (Furipteridae). Er bildet die monotypische Gattung Furipterus. Diese Fledermaus gilt trotz ihres relativ großen Verbreitungsgebiets als selten und wenig erforscht.

## Merkmale
Die Art ist mit einer Kopf-Rumpf-Länge von 33 bis 40 mm, einer Schwanzlänge von 24 bis 36 mm, einer Unterarmlänge von 30 bis 40 mm sowie mit einem Gewicht von etwa 3 g kleiner als der Felsenküsten-Stummeldaumen (Amorphochilus schnablii). Zusammen sind sie die einzigen Vertreter der Familie Stummeldaumen. Beim Gemeinen Stummeldaumen sind Weibchen deutlich größer als Männchen. Das Fell hat auf der Oberseite eine graubraune bis dunkelgraue Farbe, meist mit einer blauen Schattierung, während die Unterseite leicht heller ist. Auf dem Kopf besteht das Fell aus langen Haaren, die den Mund fast verdecken. Ebenso kommen auf der Vorder- und Rückseite der Flugmembran Haare vor.
Der deutsche Trivialname bezieht sich auf den rudimentären Daumen, der fast vollständig in der Flughaut eingeschlossen ist. Sichtbar ist nur eine Kuppe mit einer Kralle. Die Schnauze des Gemeinen Stummeldaumens gleicht entfernt einem aufwärts gerichteten Schweinerüssel. An ihr kommen weder ein Nasenblatt noch andere Ausbuchtungen vor.

## Verbreitung und Lebensweise
Der Gemeine Stummeldaumen lebt im Norden Südamerikas östlich der Anden. Die südliche Grenze des Verbreitungsgebiets reicht von Peru über Zentral-Brasilien bis in den Osten des Bundesstaates Paraná. Eine kleine disjunkte Population kommt in Costa Rica vor. Die Art bewohnt Regenwälder und andere feuchte Habitate.
Kolonien mit bis zu 60 Individuen ruhen unter anderem in ausgehöhlten Bäumen. In Höhlen kann eine Kolonie aus bis zu 250 Mitgliedern bestehen. Sie ist meist in kleinere Gruppen mit bis zu 30 Individuen unterteilt. Die Fledermäuse sind am Ruheplatz sehr scheu und anfällig für Störungen. Die Jagd nach Schmetterlingen und anderen Insekten erfolgt nach der Dämmerung in Nähe des Bodens bis in 5 Meter Höhe. Dabei weist die Art ein mottenartiges Flugbild auf.

## Status
Die IUCN listet den Gemeinen Stummeldaumen aufgrund seines ausgedehnten Verbreitungsgebiets als nicht gefährdet (least concern).